# Tangzhen
Tangzhen (chiń. 唐镇站) – stacja metra w Szanghaju, na linii 2. Zlokalizowana jest pomiędzy stacjami Guanglan Lu oraz Chuangxin Zhong Lu. Została otwarta 8 kwietnia 2010.